# Lijst van voetbalinterlands Laos - Zuid-Vietnam
Deze lijst van voetbalinterlands is een overzicht van alle officiële voetbalwedstrijden tussen de nationale teams van Laos en Zuid-Vietnam. De landen hebben zes keer tegen elkaar gespeeld. De eerste ontmoeting, een wedstrijd tijdens de Zuidoost-Aziatische Spelen 1961, werd gespeeld in Rangoon (Birma) op 12 december 1961. Het laatste duel, een vriendschappelijke wedstrijd, vond plaats op 1 november 1974 in Saigon.

## Wedstrijden
| № | Plaats    | Datum            | Competitie                      | Wedstrijd           | Uitslag |
| - | --------- | ---------------- | ------------------------------- | ------------------- | ------- |
| 1 | Rangoon   | 12 december 1961 | Zuidoost-Aziatische Spelen 1961 | Zuid-Vietnam − Laos | 7 − 0   |
| 2 | Bangkok   | 11 december 1967 | Zuidoost-Aziatische Spelen 1967 | Zuid-Vietnam − Laos | 5 − 0   |
| 3 | Bangkok   | 28 november 1969 | Vriendschappelijk               | Zuid-Vietnam − Laos | 7 − 0   |
| 4 | Rangoon   | 9 december 1969  | Zuidoost-Aziatische Spelen 1969 | Laos − Zuid-Vietnam | 0 − 0   |
| 5 | Singapore | 4 september 1973 | Zuidoost-Aziatische Spelen 1973 | Zuid-Vietnam − Laos | 5 − 1   |
| 6 | Saigon    | 1 november 1974  | Vriendschappelijk               | Zuid-Vietnam − Laos | 1 − 0   |

## Samenvatting
| Competitie                 | Totaal gespeeld | Winst Laos | Gelijk | Winst Zuid-Vietnam | Doelsaldo Laos – Zuid-Vietnam |
| -------------------------- | --------------- | ---------- | ------ | ------------------ | ----------------------------- |
| Zuidoost-Aziatische Spelen | 4               | 0          | 1      | 3                  | 1 − 17                        |
| Vriendschappelijk          | 2               | 0          | 0      | 2                  | 0 − 8                         |
| Totaal                     | 6               | 0          | 1      | 5                  | 1 − 25                        |

LFF · 
A-internationals · 
Laotiaans vrouwenelftal
1960 – 1969 · 
1970 – 1979 · 
1980 – 1989 · 
1990 – 1999 · 
2000 – 2009 · 
2010 – 2019 ·
2020 − 2029
Afghanistan ·
Bangladesh ·
Bhutan ·
Brunei ·
Cambodja ·
China ·
Filipijnen ·
Guam ·
Hongkong ·
India ·
Indonesië ·
Iran ·
Jordanië ·
Kazachstan ·
Koeweit ·
Lesotho ·
Libanon ·
Macau ·
Malediven ·
Maleisië ·
Mongolië ·
Myanmar ·
Nepal ·
Oman ·
Oost-Timor ·
Qatar ·
Saoedi-Arabië ·
Singapore ·
Sri Lanka ·
Syrië ·
Taiwan ·
Thailand ·
Turkmenistan ·
Verenigde Arabische Emiraten ·
Vietnam ·
Zuid-Korea ·
Zuid-Vietnam
VFA
1949 – 1959 · 
1960 – 1969 · 
1970 – 1975
Azië Cup 1956 · 
Azië Cup 1960
Australië ·
Bangladesh ·
Cambodja ·
Filipijnen ·
Hongkong ·
India ·
Indonesië ·
Israël ·
Japan ·
Koeweit ·
Laos ·
Maleisië ·
Myanmar ·
Nieuw-Zeeland ·
Pakistan ·
Singapore ·
Taiwan ·
Thailand ·
Zuid-Korea